# 유나가야번
유나가야 번(일본어: 湯長谷藩 유나가야한[*])은 일본 에도 시대에 있던 번으로, 무쓰국 남부(이와키 국, 지금의 후쿠시마현 이와키시 유나가야 정)에 위치했다. 번청은 유나가야 진야이다.

## 번의 역사
이와키 다이라 번의 번주 나이토 다다오키가 1666년, 둘째 아들인 도야마 요리나오에게 영지 중 2만 석을 분할 증여하고자 막부에 요청하였다. 이에 막부는 4년 후인 1670년 음력 12월, 요리나오에게 이와사키 군과 기쿠타 군의 1만 석 영지를 분여하는 것을 허락하였고, 이리하여 이와키 다이라 번의 지번인 유모토 번이 탄생하였다. 1676년, 요리나오는 유모토에서 유나가야로 전봉되었고, 이름을 바꾸어 도야마 마사스케가 되었다. 초대 번주 마사스케는 부임한 그해 유나가야 성을 축성하고 조카마치를 건설하였다. 1680년에는 도바 번주 나이토 다다카쓰의 난행 저지에 공이 있어 단바국 히카미 군 등지의 2천 석이 새 영지로 추가되었다. 1687년에는 오사카 경비를 담당하면서 가와치노쿠니의 3천 석 영지를 더 받았다. 이렇게 해서 유나가야 번은 1만 5천 석의 영지를 가지게 되었다.
번주 가문은 나이토-도야마 가문인데, 초대 번주 마사스케는 본가인 나이토 가문에 대하여 도야마를 성으로 썼으나, 3대 번주인 마사사다 때부터 나이토 성을 다시 사용하였다. 나이토-도야마 가문은 13대에 걸쳐 유나가야 번을 지배했으나, 대부분이 양자로서 그 대를 이어왔다. 번교로는 치도관(致道館)이 있었으며, 상인 가타요리 헤이조에 의해 석탄이 발견되어 훗날 조반 탄전의 일대 산출지가 되는 기반을 마련하였다. 마지막 번주 나이토 마사노리는 보신 전쟁 때 신정부군에 저항하였다가 패배하여, 1천 석을 몰수당하고 근신에 처해졌다. 1871년 폐번치현으로 유나가야 번은 폐지되었다.

## 역대 번주
1. 도야마 마사스케(遠山政亮) 재위 1676년 ~ 1693년
2. 도야마 마사노리(遠山政徳) 재위 1693년 ~ 1703년
3. 나이토 마사사다(内藤政貞) 재위 1703년 ~ 1722년
4. 나이토 마사아쓰(内藤政醇) 재위 1722년 ~ 1741년
5. 나이토 마사노부(内藤政業) 재위 1741년 ~ 1761년
6. 나이토 사다요시(内藤貞幹) 재위 1761년 ~ 1778년
7. 나이토 마사히로(内藤政広) 재위 1778년 ~ 1787년
8. 나이토 마사유키(内藤政偏) 재위 1787년 ~ 1799년
9. 나이토 마사아키라(内藤政環) 재위 1799년 ~ 1824년
10. 나이토 마사타미(内藤政民) 재위 1824년 ~ 1855년
11. 나이토 마사쓰네(内藤政恒) 재위 1855년 ~ 1859년
12. 나이토 마사토시(内藤政敏) 재위 1859년 ~ 1863년
13. 나이토 마사야스(内藤政養) 재위 1863년 ~ 1868년
14. 나이토 마사노리(内藤政憲) 재위 1869년 ~ 1871년

## 같이 보기
- 유모토번
- 이와키 다이라 번